# Histoire du Nebraska
L'Histoire du Nebraska reflète la position centrale de l'État, entre les bassins supérieurs et inférieurs de la grande artère fluviale américaine, qui en fait un lieu de transit et d'émigration à toutes les époques.

## L'époque des amérindiens et des explorateurs français

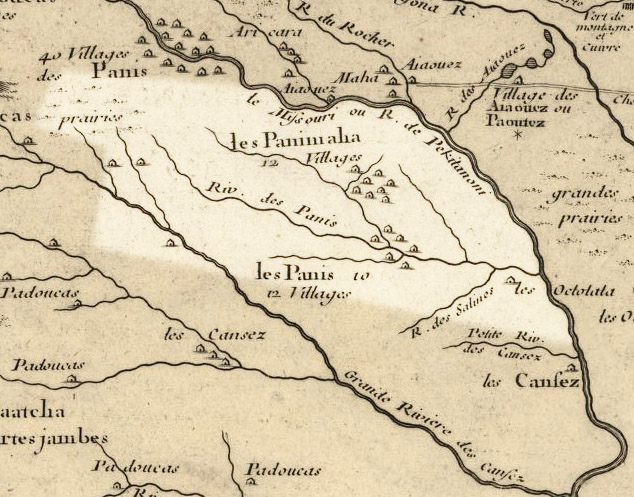
Le Haut-Missouri (Nebraska et Iowa) en 1718, carte dessinée par Guillaume Delisle.

La toponymie de l'actuel État du Nebraska fait une large place aux populations qui l'habitaient au XVIIIe siècle et avant. À l'arrivée des pionniers européens, ces terres étaient le domicile de différentes tribus amérindiennes dont les Iowas, les Omahas, les Missouris, les Poncas, les Pawnees, les Otos et différentes branches de la famille des Sioux. L'embouchure de la rivière Platte fut appelée la rivière Nebraskier en 1714 par Étienne de Bourgmont, un canadien français qui fut le premier européen à reconnaître son cours. Pour les habitants de la Louisiane française, l'actuel Nebraska était en grande partie une terra incognita, car il fallait effectuer des portages au départ des Grands Lacs, à l'issue desquels il était plus facile de redescendre le bassin fluvial du Mississippi-Missouri vers le golfe du Mexique.
En 1762, par le traité de Fontainebleau, après la défaite de la France face à la Grande-Bretagne lors de la guerre de Sept Ans, la France a cédé ses terres à l’ouest du fleuve Mississippi à l’Espagne, faisant tomber le futur Nebraska sous la domination de la Nouvelle-Espagne. À la recherche de l’insaisissable passage du Nord-Ouest, les Espagnols ne sont pas allés plus loin que le centre du Dakota du Nord.

## L'expansion du commerce des fourrures, sous domination espagnole

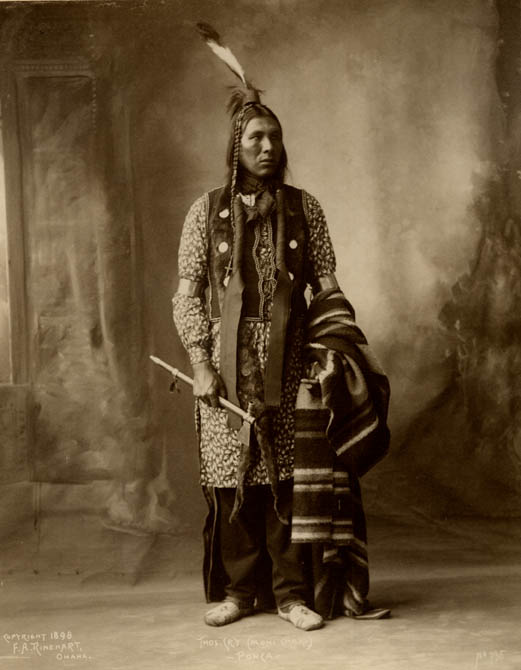
Amérindien ponca photographié par Frank Rinehart en 1898. Ce peuple amérindien vivait dans les États actuels du Nebraska et de l'Oklahoma.

En 1793, le pouvoir colonial espagnol commence à s'inquiéter de l'expansion américaine vers l'Ouest des États-Unis, en particulier dans la vallée de l'Ohio. Le gouverneur de la Louisiane sous domination espagnole, François Louis Hector de Carondelet, créa un corps de commerce constitué de trappeurs et négociants en fourrures. Il leur offrit le monopole de la traite de la fourrure et de la pelleterie à condition d'explorer les contrées situées au-delà de la Nation des Poncas, aux confins du territoire louisianais (futurs États du Nebraska et de l'Iowa) vers les sources du Missouri. Un vaste projet qui nécessitait d'entrer en contact avec des tribus amérindiennes non encore visitées par les explorateurs et les coureurs des bois. Cette société commerciale était dénommée officiellement « Compagnie commerciale pour la découverte des Nations du Haut-Missouri ». Les autorités espagnoles s'appuyèrent sur les édiles locaux francophones pour affirmer leur pouvoir colonial. Ainsi, ils avaient déjà utilisé l'explorateur Pierre Vial qui découvrit la piste de Santa Fe, reliant pour la première fois la ville de Saint-Louis, capitale de la Haute-Louisiane, à Santa Fe, ville du Texas espagnol. En 1794, Jean-Baptiste Truteau répond à l'appel et établit un comptoir commercial sur la rivière Niobrara. Vingt ans plus tôt, en 1774, il avait commencé par s'établir bien plus au sud, à Saint-Louis.

## Extension américaine
En 1803, les États-Unis achetèrent le territoire de la Louisiane à la France qui l'avait récupéré pour 15 000 000 $. Ce qui est devenu le Nebraska était sous la « domination » des États-Unis pour la première fois. En 1812, le président James Madison signa un projet de loi créant le territoire du Missouri, y compris l’actuel État du Nebraska. 

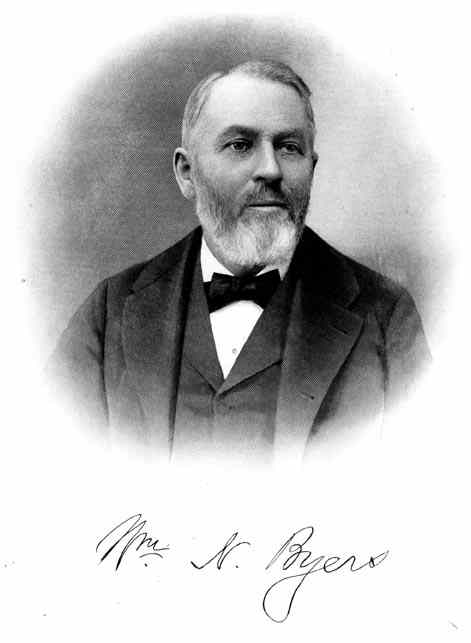
William Newton Byers, un des fondateurs de la ville actuelle d'Omaha.

En 1820, l'armée américaine établit son premier établissement dans l'actuel Nebraska, le fort Atkinson (en), afin d'assurer la protection des marchands de fourrure qui parcouraient la région. La région est encore très peu colonisée, car les tribus amérindiennes y sont nombreuses, une partie d'entre elles venant du nord, pour fuir les conflits militaires. En 1822, la Missouri Fur Company construisit un quartier général et un poste de traite à environ neuf miles au nord de l’embouchure de la rivière Platte et l’appela Bellevue, établissant ainsi la première ville du Nebraska.  Fin 1837, la Mission de Council Bluffs est fondée en face de la ville actuelle d'Omaha, à la confluence du Missouri et de la Rivière Platte, à la demande des Potawatomis. Nesswawke, chef d'une tribu de 150 Amérindiens Potawatomis, refoulés de rivière Wabash, dans l'Indiana, appelle à l'aide la Mission jésuite de Kickapoo. Son directeur, le belge Christian Hoecken fonce à travers les grandes étendues enneigées, marchant pendant huit jours. Arrivé en janvier, il organise le mariage des deux filles de Nesswawke, reste deux semaines et demie. Puis il regagne sa mission, avant de revenir en mai à Council Bluffs, lorsque Pierre Verhaegen, l'ex-père supérieur de Florissant, y fonde une nouvelle mission et ouvre une petite école.
En 1842, John C. Frémont termine son exploration de la région de la rivière Platte avec Kit Carson à Bellevue.En 1851, William Newton Byers, arrive dans le Nebraska, où il sera l'un des fondateurs de la ville d'Omaha, puis le premier arpenteur adjoint du Territoire du Nebraska, et l'un des membres du premier conseil municipal d'Omaha. C'est lui qui a tracé les premiers cadastres des lieux. Il éditera plus tard la Bellevue Gazette, à partir du 23 octobre 1856, et part ensuite plus à l'ouest fonder le journal Rocky Mountain News à Denver, qui n'est même pas encore un village, lors de la ruée vers l'or de Pikes Peak, emportant les presses d'imprimerie de la défunte Bellevue Gazette sur un chariot à bœufs.

## La création du Territoire du Nebraska en 1854 et le Homestead Act

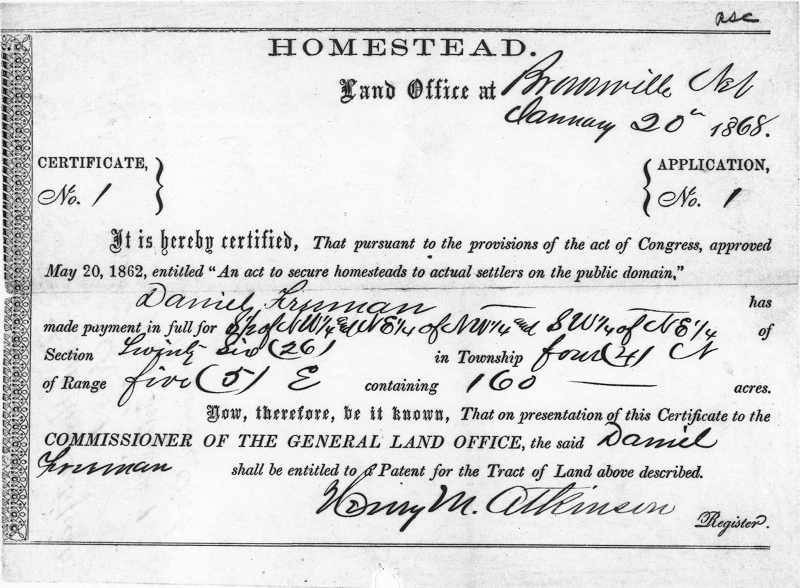
Certificat du premier homestead délivré à Daniel Freeman, au Nebraska, le 1er janvier 1863.

Le Kansas-Nebraska Act du 30 mai 1854 proclame la création de deux nouveaux territoires sur des terres encore peu habitées, le Nebraska et le Kansas, en choisissant le 40e parallèle nord comme ligne de séparation entre ceux-ci. La ville d'Omaha, à la confluence du Missouri et de la Platte fut désignée comme la capitale du tout nouveau territoire du Nebraska. Ce territoire sera par la suite à plusieurs reprises amputé par les territoires voisins du Dakota, du Washington et du Colorado. Il n'acquiert ses frontières définitives que le 1er mars 1867, peu de temps après la fin de la guerre de Sécession, lorsque le  Nebraska devint le 37e État des États-Unis. Dans les années 1860, la première vague de jeunes fermiers déferla sur le Nebraska profitant de l'Homestead Act, signée par le président Abraham Lincoln le 20 mai 1862, pour s'approprier les terres cédées par les tribus amérindiennes. La loi permet à chaque famille occupant un terrain depuis 5 ans d'en revendiquer la propriété privée, dans la limite de 65 hectares. Si elle n'y vit que depuis au moins 6 mois, cette famille peut aussi sans attendre acheter le terrain à un prix relativement faible de 1,25 dollar par acre (soit 308 dollars pour 100 hectares). Beaucoup de ces premiers arrivants construisirent des maisons en terre en raison de l'absence d'arbres dans les prairies du Nebraska. Environ la moitié de ces nouveaux propriétaires fermiers ne sont pas parvenus à vivre de leurs terres : climat imprévisible, manque de connaissances agricoles et de moyens matériels, déplacements trop fréquents du foyer, souvent effectué en suivant les voies ferrées.

## Omaha bénéficie du ferry en 1854 et du train en 1866

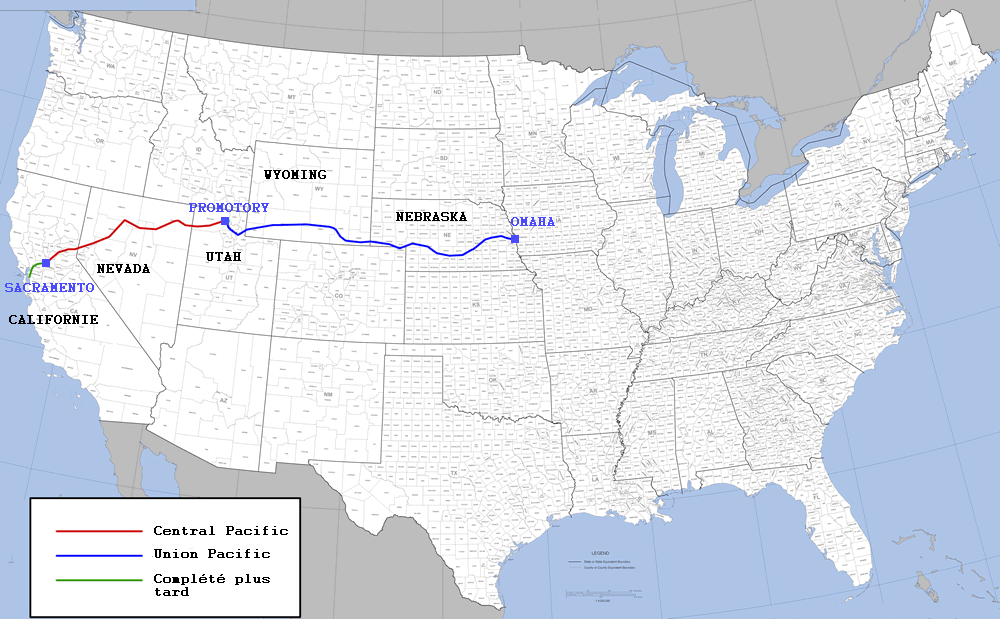
la première voie ferrée transcontinentale, lancée en 1866, reliait Omaha à Sacramento.

En 1854, Logan Fontenelle, un interprète de la tribu des Omahas, joue un rôle prépondérant dans la signature du traité par lequel la tribu cède une partie du centre-est du Nebraska et le secteur qui porte leur nom. La ville d'Omaha y est fondée en 1854, sur la rive ouest du Missouri, par des spéculateurs de Council Bluffs, bourg situé sur la rive opposée, dans l'Iowa. Un service de ferry permettant la traversée, le Lone Tree Ferry, vaut à la ville nouvelle son surnom de « porte d'entrée de l'ouest ». Une douzaine d'années plus tard, la ville lance la construction de la première ligne de chemin de fer transcontinentale, en janvier 1866, permettant de relier les Grandes Plaines du Midwest à la côte Pacifique. Omaha devient un centre de conditionnement et transformation de la viande, acheminée ensuite par le rail. Le journal The Frontier Index suit la construction du chemin de fer, s'installant de ville en ville pour être sûr de rester sur la « Frontière sauvage », près des nouvelles fraîches du télégraphe et du chantier sur lequel travaillent des milliers d'ouvriers. Parti de Fort Kearney, dans le Nebraska, il suivra les rails de l’Union Pacific jusqu'à Yakima, dans l'État de Washington.

## La présence noire très tôt, dans tous les pans de la société
À la fin de la guerre de Sécession, les anciens esclaves noirs, libérés, restent très majoritairement dans les États du Sud. Le Nebraska sera l'un des premiers États à en accueillir, car il est facilement accessible, en remontant l'artère fluviale. La ligne de chemin de fer de l'Union Pacific Railroad est l'une des premières à embaucher de nombreux salariés noirs, des anciens esclaves du sud, à Omaha, durant une grève qui avait eu lieu en 1877. Ce sont cependant des coiffeurs noirs qui fondent le premier syndicat de l'histoire de cette ville et lancent une grève en 1887. La capitale de l'État a aussi l'honneur d'accueillir en 1890 le Dr Stephenson, le premier médecin noir, tandis que Matthew Ricketts sera le premier étudiant noir à sortir diplômé de l'Université de médecine du Nebraska puis en 1892 le premier noir élu au Sénat du Nebraska.

## Statut d'État
Une constitution pour le Nebraska a été rédigée en 1866. Il y eut une controverse sur l’admission du Nebraska en tant qu’État, compte tenu d’une disposition de la constitution de 1866 limitant le droit de vote aux électeurs blancs ; finalement, le 8 février 1867, le Congrès des États-Unis vota l’admission du Nebraska en tant qu’État, à condition que le droit de vote ne soit pas refusé aux électeurs non blancs. Le projet de loi admettant le Nebraska en tant qu’État a été rejeté par le président Andrew Johnson, mais le veto a été annulé par une majorité qualifiée dans les deux chambres du Congrès. Le Nebraska est devenu le premier – et à ce jour le seul – État à être admis dans l’Union par le biais d’une dérogation au veto.
La capitale du territoire du Nebraska était à Omaha. Au cours des années 1850, il y eut de nombreuses tentatives infructueuses pour déplacer la capitale vers d’autres endroits, notamment Florence et Plattsmouth. La capitale est restée à Omaha jusqu’en 1867, date à laquelle le Nebraska a obtenu le statut d’État, date à laquelle la capitale a été déplacée à Lincoln, qui s’appelait Lancaster à ce moment-là.

## Nouvelles vagues d'immigration noire dans les années 1910 et 1920
Pour un article plus général, voir Grande migration afro-américaine.

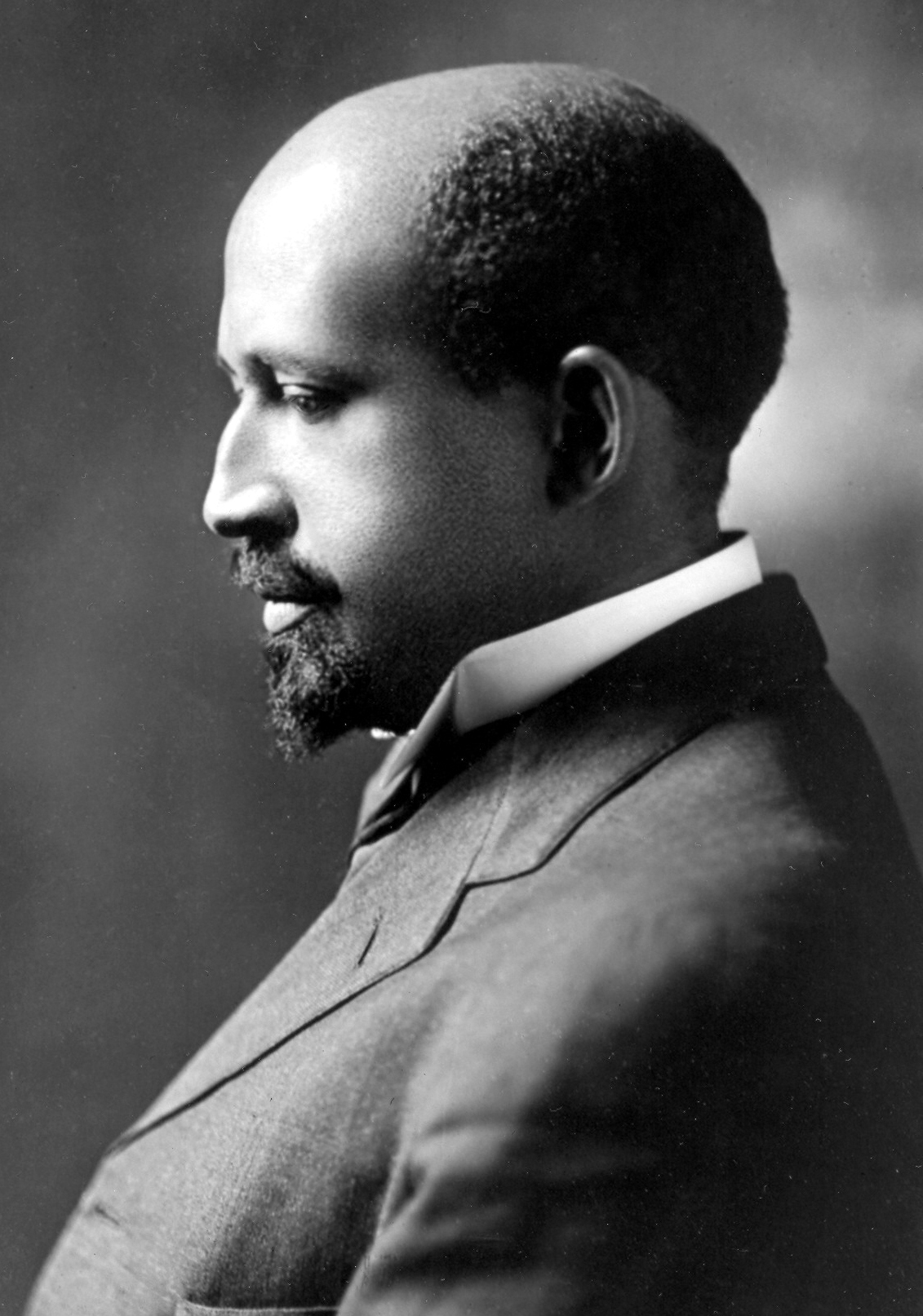
W. E. B. Du Bois, fondateur de la National Association for the Advancement of Colored People, vers 1911.

Entre 1910 et 1930 près de 2 million de noirs américains quittent le Sud pour les villes industrielles du Nord, une grande partie d'entre eux choisissant rapidement de s'installer en milieu rural. Les syndicats se réjouissent de leur arrivée et leur font bon accueil, la Congress of Industrial Organizations (CIO) travaillant avec les associations noires. En 1912, Omaha accueille la première branche locale à l'ouest du Mississippi de la National Association for the Advancement of Colored People (NAACP), fondée en mai 1809, moins d'un an après les émeutes raciales qui se déroulent à Springfield, à l'été 1908, soulignant d'une façon criante la nécessité de disposer rapidement d'une organisation efficace en matière de lutte pour l'application effective des droits civiques aux États-Unis. Plusieurs associations du Nebraska se chargent de recruter des salariés noirs dans le Sud profond, en leur offrant des postes de cheminots ou de salariés des abattoirs. Dans les années 1950, la moitié de la population active d'Omaha travaillera dans le secteur agro-alimentaire, avec le conditionnement et la transformation de la viande.
Clarence Wigington est le premier architecte noir de la ville et dessine les plans de nombreuses églises de la capitale de l'État. Il obtient une réputation d'envergure nationale lorsqu'il se rend en 1914 à Saint Paul, dans le Minnesota, où il sera l'architecte de plus de 60 bâtiments toujours présents dans la ville. De 1910 à 1920, la population noire d'Omaha double, passant de 4426 à 10315. C'est la ville de l'Ouest qui a la plus grande population noire, après Los Angeles, en 1920, au plus fort de la « Grande Migration » venue du Sud. Une « culture noire » dans tous les domaines (musique, peinture, littérature) connait une grande expansion dans la ville à l'époque de la Prohibition.

## Ammendement  constitutionnel
Le sénateur Norris a fait campagne pour l’abolition du système bicaméral à la législature de l’État, affirmant qu’il était dépassé, inefficace et inutilement coûteux, et qu’il était basé sur la Chambre des lords britannique « intrinsèquement antidémocratique ». En 1934, un amendement constitutionnel de l’État a été adopté, rendant obligatoire une législature monocamérale et introduisant également des élections non partisanes (où les membres ne se présentent pas en tant que membres d’un parti politique).